# Javier Polo Gandía

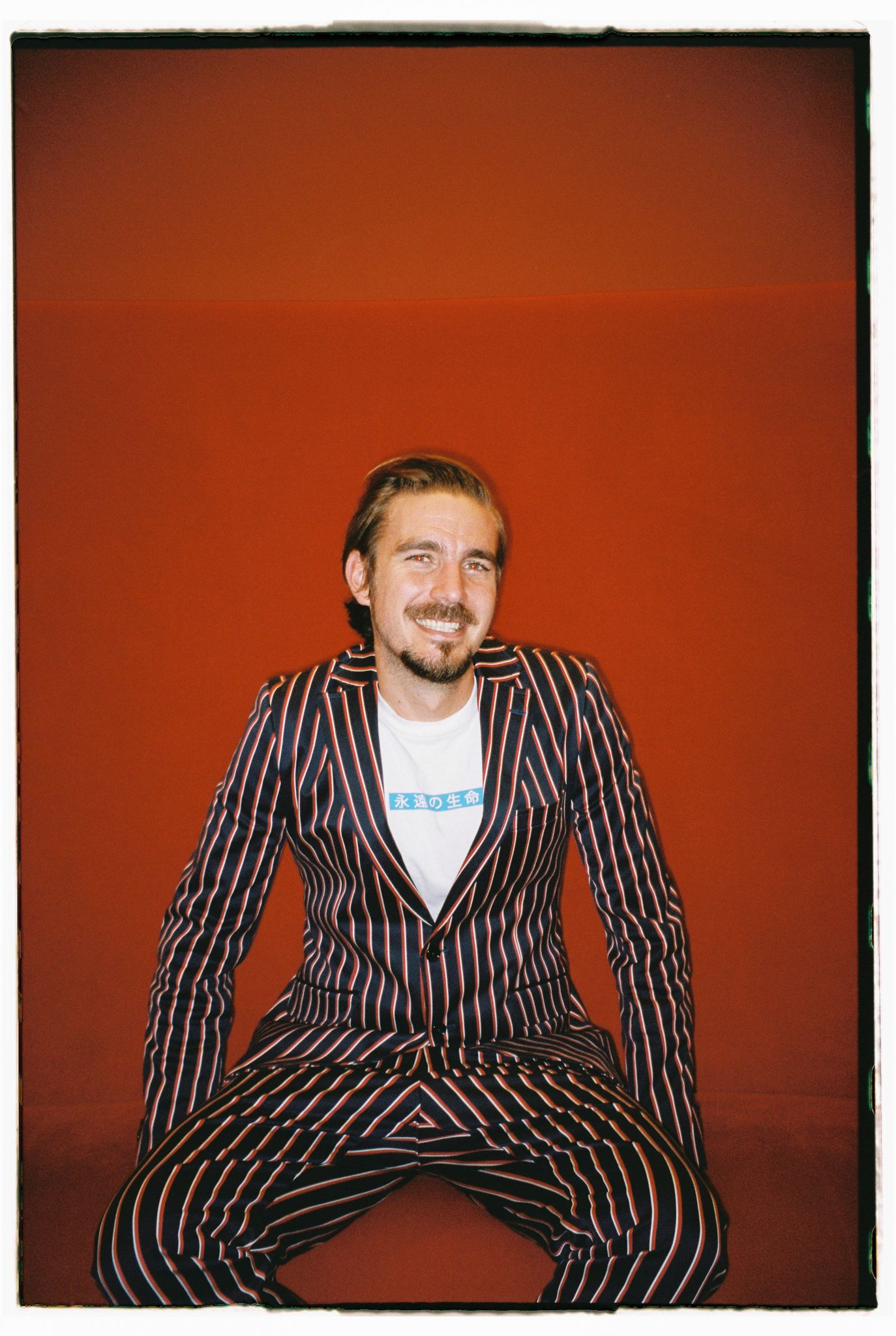
Javier Polo Gandía

Javier Polo Gandía (Valencia, 1987) es un director y productor de cine miembro de la Academia de las Artes y las Ciencias Cinematográficas de España. Su primer largometraje documental Europe in 8 bits, tuvo su estreno internacional en el Festival Internacional de Cine Documental de Ámsterdam y fue programado en televisiones en más de 20 países. Su segundo largometraje, coproducido por Televisión Española y Japonica Films, The Mystery of the Pink Flamingo, se estrenó mundialmente en el festival South by Southwest y fue nominado a mejor documental en los premios Gaudí y ganador de tres premios Berlanga. En 2023 ha dirigido su primera película de ficción, Pequeños calvariosy ha logrado por primera vez una nominación a los Premios Goya con su cortometraje documental Una Terapia Fecomagnética.

## Biografía
Comparte su pasión por los documentales y la ficción cinematográfica con la publicidad y los videoclips. Ha recibido varios premios por su trabajo en diversos formatos, habiendo filmado piezas en los cinco continentes. 
Su amor por la música y los viajes ha influenciado su carrera desde sus inicios, como se puede observar en su primer largometraje documental, Europe in 8 bits (2013). Película que fue galardonada con varios premios y se proyectó en algunos de los principales festivales internacionales de cine, incluido el Festival Internacional de Cine Documental de Ámsterdam (IDFA), el Festival Internacional de Cine de Miami y el Festival de Cine de Málaga. Fue estrenada en televisión en más de una veintena de países por todo el mundo donde destacan France Télèvisions, Sky Italy, SVT, ISAT, Canal Plus y actualmente está disponible en España en Filmin. 
Su cortometraje El ascensor (2015) también obtuvo mucha exposición desde su lanzamiento en el Festival Internacional de cine de Miami, donde recibió varios premios y fue programado en France Televisions.
En 2016 fundó la productora Los Hermanos Polo, junto a su hermano, con la que desarrollan y producen contenidos de ficción y documental. Actualmente se encuentran en posproducción con sus dos primeras películas de ficción: Pobre diablo y Pequeños calvarios.
Su siguiente cortometraje, Catharsis with Marie Lou Desmeules (2018) se estrenó en el Berlin InterFilm y se presentó en la plataforma Nowness en todo el mundo. También fue el realizador de la serie dirigida por Merli Marlowe Tot anirà bé (2019) de TV3.
Su segundo largometraje documental, The Mystery of the Pink Flamingo (2020) compitió oficialmente en el South by Southwest e inauguró la Mostra de Valencia. También fue seleccionado en Raindance, BAFICI, Beijing International Film Festival, entre otros, y se ha exhibido en TV3, Movistar Plus y Àpunt Media. 
En 2022 rodó un nuevo cortometraje documental, Una Terapia Fecomagnética que ha pasado por más de 40 festivales internacionales y ha sido nominado a los Premios Goya, a los Premios Fugaz y ha sido galardonado con los Premios Feroz y los Premios Berlanga. 
En 2023 terminó el rodaje de su primera película de ficción como director, Pequeños Calvarios, una comedia negra capitular que cuenta con un reparto entre los que destacan Arturo Valls, Berta Vázquez, Andrea Duro, Javier Coronas, Enrique Arce, Marta Belenguer, Pablo Molinero, José Miguel López, Rubén Bernal, Mamen García y Olga Alamán. 
[actualizar]

## Filmografía
| Año  | Título                           | Formato      |
| ---- | -------------------------------- | ------------ |
| 2013 | Europe in 8 Bits                 | Largometraje |
| 2015 | El ascensor                      | Cortometraje |
| 2018 | Catharsis                        | Cortometraje |
| 2020 | The Mystery of the Pink Flamingo | Largometraje |
| 2022 | Una Terapia Fecomagnética        | Cortometraje |
| 2023 | Pequeños calvarios               | Largometraje |

## Premios y reconocimientos
- Nominado a Mejor Cortometraje Documental en los Premios Goya por Una Terapia Fecomagnética (2024).
- Ganador a Mejor Cortometraje en los Premios Feroz por Una Terapia Fecomagnética (2023).
- Ganador a Mejor Cortometraje en los Premios Berlanga por Una Terapia Fecomagnética (2023).
- Nominado a Mejor Cortometraje Documental en los Premios Fugaz por Una Terapia Fecomagnética (2023).
- Nominado a Mejor Documental en los Premios Gaudí por The Mystery of the Pink Flamingo (2021).[7]
- Nominado a Mejor Película y Mejor Guion en los Blogos de oro 2021 por The Mystery of the Pink Flamingo (2021).
- Premio a Mejor Documental y nominación a Mejor Guion en los Premios Berlanga por The Mystery of the Pink Flamingo (2020).[8]
- Ganador del Mejor Pitch en el Sunny Side of the Doc por The Mystery of the Pink Flamingo (2018).
- Premio al Mejor Director en el Salento Finibus Terrae por El ascensor (2016).
- Nominado a Mejor Cortometraje en el Southern Arizona Film Festival por El ascensor (2016).
- Premio del Público en FeelFest por Europe in 8 bits (2015).
- Premio del Jurado a mejor documental en Soundtrack Cologne por Europe in 8 bits (2014).
- 2014. Nominado a Mejor Documental en Festival Internacional de Cine de Miami por Europe in 8 bits (2014).
- 2014. Primer Premio mejor largometraje Vimeo VOD Awards por Europe in 8 bits (2014).